# Schaltherz

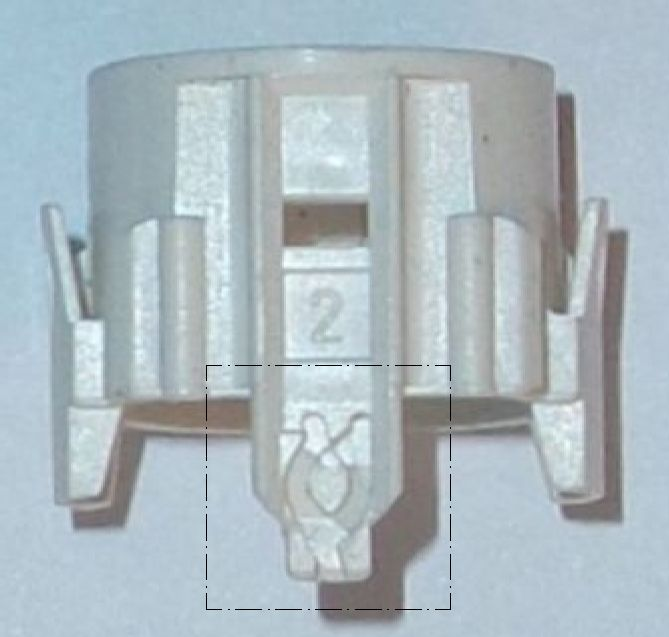
Druckschalterteil mit Schaltherz (hervorgehoben durch rechteckiges Einrahmen)
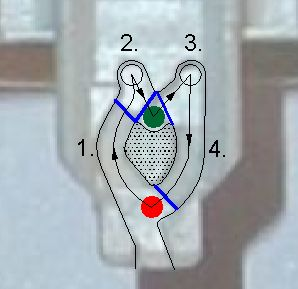
Schaltherz, vergrößert und nachgezeichnet; Schaltschritte 1 bis 4; rot = AUS, grün = EIN

Das Schaltherz ist Teil eines mechanischen Bauelementes in einem einrastenden elektrischen Druckschalter. Es handelt sich um eine ringförmig geschlossene Nut, deren „Insel“ die Form eines Herzens hat, und in der ein Stift beim Betätigen des Schalters in vier Etappen im Kreis herum gleitet.
Nach dem Loslassen des gegen Federkraft eingedrückten (1. Schritt) Schalterknopfes bewegt sich dieser ein kleines Wegstück zurück (2. Schritt), bis der Schaltstift gegen einen Anschlag im Schaltherz stößt. Der Schalter befindet sich in eingerasteter Einschaltstellung. Bei erneutem Drücken (3. Schritt) des Schalterknopfes wird das Rasten aufgehoben, indem der Schaltstift aus dem Anschlag im Schalterherz zur anderen Seite etwas seitlich weggeführt wird. Wenn der Schalterknopf jetzt wieder losgelassen wird, bewegt er sich (4. Schritt) durch Federkraft in seine Ausgangsposition zurück. Der Schaltstift hat dann einen Umlauf im Schaltherz absolviert. Der Druckschalter befindet sich wieder in Auschaltstellung.
Die beiden nebenstehenden Bilder zeigen ein an einen Druckknopf (nicht dargestellt) anschließendes, nach unten zu bewegendes Schiebeteil, auf dessen mittlerer nach unten zeigender Nase das Schaltherz angebracht ist. Die beiden äußeren Nasen betätigen je ein elektrisches Schaltelement (nicht dargestellt). Der in das Schaltherz eingreifende Schaltstift befindet sich im Gehäuse des Schalters, von dem aus er mit Federkraft senkrecht in das Schaltherz gedrückt wird. Er ist im Gehäuse auch querbeweglich geführt, damit er sich in beiden vertikalen Bahnen des Schaltherzes bewegen kann. Vom Schaltstift sind im rechten Bild die Endstellungen der vier Schritte schematisch dargestellt. Die beiden farbigen Stellungen sind AUS (rot) und EIN (grün). In jedem der vier Schritte wird vom Stift eine in die Tiefe führende Stufe (Stufenkante als blaue Linie dargestellt) passiert. Die Rückwände der Stufen sorgen dafür, dass sich der Stift im jeweiligen Folgeschritt nicht zurück bewegen kann, sondern seine kreisförmig geschlossene Bahn  vorwärts durchläuft. Besonders der Innenteil (gepunktet dargestellt) der Stiftbahn hat die namengebende Herzform. Der „Abstieg“ über die vier Stufen wird dadurch ausgeglichen, dass die langen Teile der Stiftbahn zwischen den Stufen leicht ansteigen.